# 레이저라이터

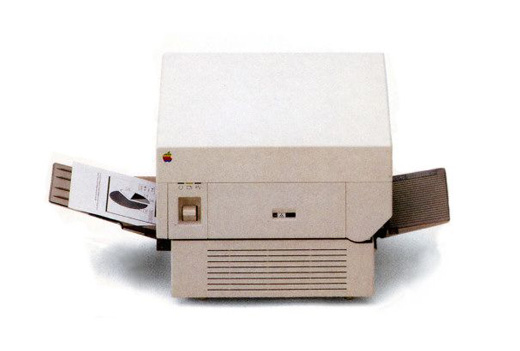

레이저라이터(LaserWriter)는 1985년부터 1988년까지 애플에서 판매한 포스트스크립트 인터프리터가 내장된 레이저 프린터이다. 이는 대중 시장에 출시된 최초의 레이저 프린터 중 하나였다. 매킨토시 컴퓨터의 그래픽 사용자 인터페이스 위에서 작동하는 페이지메이커와 같은 WYSIWYG 출판 소프트웨어와 함께 레이저라이터는 탁상출판 혁명의 시작에서 핵심 구성 요소였다.